# Královské Uhersko
Královské Uhersko (maďarsky Királyi Magyarország, rumunsky Ungaria Regală, slovensky Kráľovské Uhorsko), oficiálně Uherské království (maďarsky Magyar Királyság, rumunsky Königreich Ungarn, latinsky Regnum Hungariae), bylo v letech 1526–1867 část území Uherska, které nebylo obsazeno Osmanskou říší. Historické označení Královské Uhersko se postupně přestalo používat koncem 17. století po znovudobytí ztraceného území Uherska, kdy ho vytlačil původní název Uherské království.
Královskému Uhersku odpovídalo území dnešního Slovenska (bez menších osmanských teritorií na jihu středního Slovenska, jako např. Fiľakovo), Burgenland, západní Chorvatsko (chorvatské Záhoří), a přilehlé části severozápadního a severovýchodního Maďarska, dnešní Zakarpatské Ukrajiny a Rumunska. V důsledku neustálých válek s Osmanskou říší se hranice navíc všemožně posouvaly.

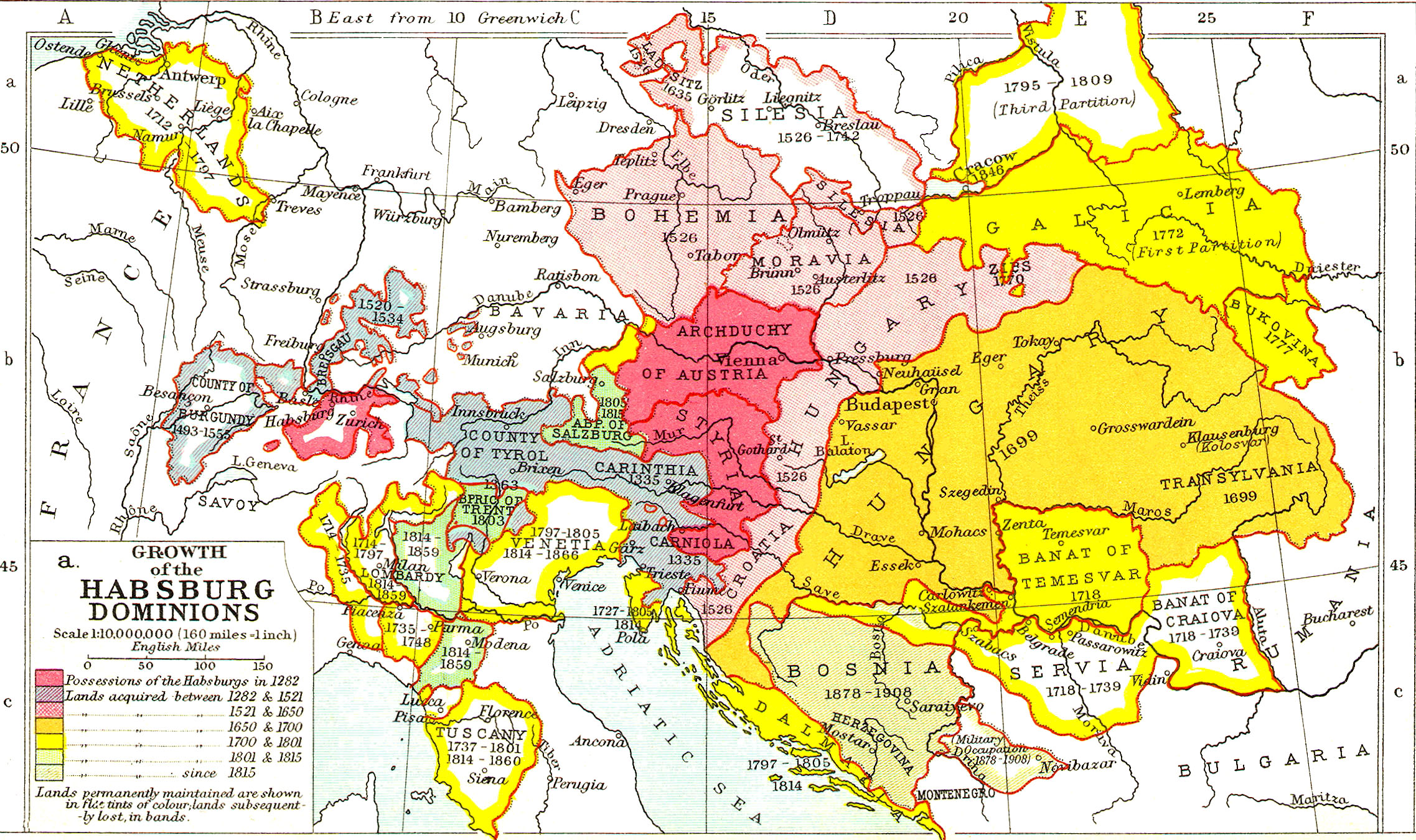
Rozmach habsburských území v Evropě

Dobytá uherská území, mezi které patřila většina současného Maďarska (mimo úzkého pásu na západě země), Baranja, Bačka a značná část dnešního Chorvatska byla spravována jako Budínský pašalík, který byl pod kontrolou Osmanské říše. Sedmihradsko se stalo vazalským státem, formálně nezávislým, nicméně rovněž pod tureckou kontrolou.
Královské Uhersko bylo formálně nepřerušeným pokračovatelem Uherska, ale de facto šlo o provincii habsburské monarchie, tedy Rakouska (Habsburkové se na uherský trůn dostali právě v době vzniku Královského Uherska). Hlavním městem byla Pošeň (dnes Bratislava). Všechny podstatné události, například Protihabsburská stavovská povstání, se odehrávaly na území Slovenska, které tvořilo jeho jádro.
Královské Uhersko bylo vojensky-správně rozděleno na hlavní kapitanáty a území chorvatsko-slavonského bána. Vedle nich existovaly tradiční uherské župy.